# Atrapalhando a Suate
Atrapalhando a Suate é um filme brasileiro de 1983 estrelado por Dedé, Mussum e Zacarias, membros do grupo Os Trapalhões e com as participações especiais de Lucinha Lins e Oswaldo Loureiro. O filme é uma produção da Demuza e da J. B. Tanko Filmes e foi filmado durante o período de separação dos Trapalhões.

## Contexto e histórico
Em 1983 o grupo Os Trapalhões havia se separado, Dedé, Mussum e Zacarias romperam com a Renato Aragão Produções, empresa que cuidava dos negócios do grupo, formaram sua própria empresa DeMuZa Produções, e optaram por seguir sozinhos na carreira cinematográfica. O trio lançaria o filme Atrapalhando a Suate pela recém criada produtora, enquanto Renato Aragão lançaria O Trapalhão na Arca de Noé pela antiga produtora Renato Aragão Produções.

## Enredo
Uma sátira à série policial de televisão S.W.A.T., na qual um batalhão especial de polícia era destacado para missões perigosas. Os atrapalhados amigos Dedé, Mussum e Zacarias integram o grupo tático e só aprontam confusões na corporação. Cansado das confusões causadas pelos três, o comandante (Oswaldo Loureiro) decide lhes dar uma última missão: proteger uma valiosa "caixa nuclear" de cair nas mãos de perigosos terroristas e leva-lá em segurança para um laboratório. Nessa aventura são auxiliados pela destemida Tenente Vera (Lucinha Lins), que em meio a missão  acaba seqüestrada pelos bandidos. Agora, expulsos da corporação, os amigos agora nas ruas decidem agir por conta própria e salvar o dia. Para tal feito, eles contam com a ajuda de Juca (João Bourbonnais), chefe dos escoteiros e, namorado de Vera.

## Elenco
- Dedé Santana...Dedé
- Mussum...Mussum
- Zacarias...Zacarias
- Lucinha Lins...Tenente Vera
- Oswaldo Loureiro...Comandante
- João Bourbonnais...Juca
- Dino Santana...líder dos bandidos
- Cláudia Freire...Neli
- Wilson Vianna...Capitão AZA
- Sandro Solviatti...bandido
- Ataíde Arcoverde...bandido
- Tião Macalé...presidiário
- Eduardo Villaverde...Guaxininho
- Jorge Cherques...cientista
- Marcella Prado...filha do comandante
- Lícia Magna...velha no ônibus
- Cláudio Tovar
- Antônio Duarte
- Paulo Copacabana
- Déa Peçanha
- Sandrão

## Recepção e público
O filme teve um público em 1983 de aproximado 1.012.654 pessoas, sendo considerado um fracasso de publico, com o menor público de um filme do grupo. Em comparação o desempenho de público dos três filmes anteriores do grupo, Os Vagabundos Trapalhões (com aprox. 4.631.914) e Os Trapalhões na Serra Pelada (com aprox. 5.043.350) de 1982, e O Cangaceiro Trapalhão de 1983 (com aprox. 3.831.443), os colocam respectivamente como o 6º, o 4º e o 13º na lista de maior publico da filmografia do grupo.